# Orthosia urceolata
Orthosia urceolata är en oleanderväxtart som beskrevs av Eugène Pierre Nicolas Fournier.
Orthosia urceolata ingår i släktet Orthosia och familjen oleanderväxter. Inga underarter finns listade i Catalogue of Life.